# Targionia bifurca
Targionia bifurca là một loài rêu trong họ Targioniaceae. Loài này được Nees & Mont. mô tả khoa học đầu tiên năm 1838.
Danh pháp khoa học của loài này chưa được làm sáng tỏ. 